# Erika Saraceni
Erika Giorgia Anoeta Saraceni (* 21. Mai 2006 in Mailand) ist eine italienische Leichtathletin, die sich auf den Dreisprung spezialisiert hat. Ihr Vater Enrico Saraceni war ebenfalls als Leichtathlet aktiv.

## Sportliche Laufbahn
Erste internationale Erfahrungen sammelte Erika Saraceni im Jahr 2022, als sie bei den U18-Europameisterschaften in Jerusalem mit einer Weite von 12,67 m den achten Platz im Dreisprung belegte. Anschließend gelangte sie beim Europäischen Olympischen Jugendfestival (EYOF) in Banská Bystrica mit 11,87 m auf den neunten Platz. Im Jahr darauf siegte sie mit 13,42 m beim EYOF in Maribo, ehe sie bei den U20-Europameisterschaften in Jerusalem mit 13,40 m den vierten Platz belegte. 2024 gewann sie bei den U20-Weltmeisterschaften in Lima mit 13,47 m die Bronzemedaille und im Jahr darauf wurde sie bei der 1. Liga der Team-Europameisterschaft in Madrid mit 14,08 m Dritte hinter der Deutschen Caroline Joyeux und Maja Åskag aus Schweden. Anschließend siegte sie bei den U20-Europameisterschaften in Tampere mit neuem Meisterschaftsrekord von 14,24 m.
2025 wurde Saraceni italienische Meisterin im Dreisprung im Freien und in der Halle.